# Інфозахист
Науково-виробничий центр «Інфозахист» (НВЦ «Інфозахист») - українська компанія, яка займається розробкою і впровадженням передових технологій у сфері радіотехнічної розвідки, зв'язку та вбудованих систем, зокрема для військових цілей. Компанія активно працює над створенням новітніх засобів радіотехнічної розвідки, таких як безпілотний комплекс, що дозволяє проводити розвідку за допомогою дронів. Одним із таких проєктів є система, що функціонує аналогічно до літаків AWACS, але використовує мобільну мережу дронів для збору даних на великих відстанях.
Крім цього, «Інфозахист» розробляє низку інших продуктів, таких як комплекс «Архонт», що вже успішно використовувався для виявлення і знищення ворожих радіолокаційних станцій, повітряних і надводних цілей.
Компанія зареєстрована в Києві і діє з 2001 року, активно залучаючи інвестиції для розвитку своїх інноваційних проєктів.

## Напрямки діяльності
- Аналіз сигналів
- Радіоелектронна розвідка
- Радіотехнічна розвідка
- Розробка програмного забезпечення
- Розробка вбудованих систем
- Консультація та підготовка фахівців

## Продукція
- Хортиця-М
- Apella
- Minerva
- Auris-R6000
- Plastun-PR3000
- Комплекс радіотехнічної розвідки на базі БпЛА (PD-2)[4]
- Система "Плутон"[5]